# Two-point conversion
Two-point conversion, podwyższenie dwupunktowe – pojęcie w futbolu amerykańskim określające sposób (gra piłką) i skutek (podwyższenie wyniku) zdobycia punktów przez grę, bezpośrednio po udanym przyłożeniu.
Przy deficycie punktowym, drużyna atakująca może po udanym przyłożeniu spróbować uzyskać dwa dodatkowe punkty. W podwyższeniu dwupunktowym zespół atakujący ustawia się do próby na linii 2 jardów obrony i stara się wprowadzić piłkę przez grę dołem lub górą, podobnie jak przy zwykłej próbie przyłożenia.
Udane podwyższenie tego typu przynosi drużynie 2 punkty. Jeżeli podczas próby podwyższenia dojdzie do zagrania bezpiecznego (safety), drużyna podwyższająca otrzymuje 1 punkt.

## Częstość i skuteczność zagrania
W lidze NFL w sezonie regularnym 2011 wykonano 1 207 podwyższeń jednopunktowych (1 200 celnych) oraz 50 dwupunktowych (4% wszystkich), spośród których wykorzystano 23. Dało to 46-procentową skuteczność.